# Danh sách hiệp hội tại Việt Nam
Bài này chứa danh sách các các hiệp hội tại Việt Nam:
- Hiệp hội Bất động sản Việt Nam
- Hiệp hội Dệt May Việt Nam
- Hiệp hội Ngân hàng Việt Nam
- Hiệp hội các nhà sản xuất Ô tô Việt Nam